# Pong (huyện)
Pong (tiếng Thái: ปง) là một huyện (amphoe) của tỉnh Phayao ở phía bắc Thái Lan.

## Địa lý
Các huyện giáp ranh (từ phía đông theo chiều kim đồng hồ) là Song Khwae, Tha Wang Pha, Mueang Nan của tỉnh Nan, Chiang Muan, Dok Khamtai, Chun và Chiang Kham của tỉnh Phayao.

## Lịch sử
Ban đầu có tên là Mueang Pong, huyện đã được đổi tên thành Ban Muang (บ้านม่วง) năm 1917. Năm 1939, huyện này lấy lại tên cũ, bỏ chữ Mueang. Năm 1952, huyện được chuyển vào tỉnh Chiang Rai, trừ phó huyện Sa-iap được tách ra và đưa vào huyện Song của Phrae. Với việc lập tỉnh Phayao năm 1977, huyện này được chuyển vào tỉnh mới.

## Hành chính
Huyện này được chia thành 7 phó huyện (tambon), các đơn vị này lại được chia ra thành 88 làng (muban). Có hai thị trấn (thesaban tambon) - Pong nằm trên một phần của tambon Pong và Na Prang, and Ngim nằm trên một phần của tambon Ngim. Có 7 Tổ chức hành chính tambon.
| STT | Tên           | Tên tiếng Thái |  | Dân số |  |
| --- | ------------- | -------------- |  | ------ |  |
| 1.  | Pong          | ปง             |  | 8.203  |  |
| 2.  | Khuan         | ควร            |  | 5.634  |  |
| 3.  | Oi            | ออย            |  | 7.344  |  |
| 4.  | Ngim          | งิม             |  | 12.242 |  |
| 5.  | Pha Chang Noi | ผาช้างน้อย       |  | 4.914  |  |
| 6.  | Na Prang      | นาปรัง          |  | 5.913  |  |
| 7.  | Khun Khuan    | ขุนควร          |  | 8.962  |  |